# Seznam ulic ve Stránicích
Seznam ulic ve Stránicích uvádí přehled ulic a veřejných prostranství na území evidenční části obce Stránice v Brně, která je územně totožná s katastrálním územím Stránice a tvoří část městské části Brno-střed.

## Seznam
| Název               | Pojmenováno po           | Souřadnice                       | Obrázek | Commons                    | RÚIAN | Mapy.cz         |
| ------------------- | ------------------------ | -------------------------------- | ------- | -------------------------- | ----- | --------------- |
| Barvičova           | Josef Barvič             | 49°11′53″ s. š., 16°34′50″ v. d. |         | Barvičova (Brno)           | 21105 | stre&id=78956   |
| Bohuslava Martinů   | Bohuslav Martinů         | 49°11′58″ s. š., 16°34′25″ v. d. |         |                            | 21512 | stre&id=78996   |
| Bílého              | František Bílý           | 49°11′57″ s. š., 16°34′55″ v. d. |         | Bílého (Brno)              | 21369 | stre&id=78982   |
| Březinova           | Otokar Březina           | 49°12′19″ s. š., 16°34′55″ v. d. |         | Březinova (Brno)           | 21865 | stre&id=79031   |
| Dostálova           | Gustav Dostál            | 49°12′6″ s. š., 16°34′34″ v. d.  |         | Dostálova (Brno)           | 22837 | stre&id=79128   |
| Foustkova           | Vilém Foustka            | 49°12′16″ s. š., 16°34′46″ v. d. |         | Foustkova (Brno)           | 23353 | stre&id=79179   |
| Františky Stránecké | Františka Stránecká      | 49°11′53″ s. š., 16°34′53″ v. d. |         | Františky Stránecké (Brno) | 23396 | stre&id=79183   |
| Havlíčkova          | Karel Havlíček Borovský  | 49°12′ s. š., 16°34′50″ v. d.    |         | Havlíčkova (Brno)          | 23809 | stre&id=79224   |
| Heinrichova         | Arnošt Heinrich          | 49°11′51″ s. š., 16°35′15″ v. d. |         | Heinrichova (Brno)         | 23876 | stre&id=79231   |
| Helceletova         | Jan Helcelet             | 49°11′53″ s. š., 16°35′10″ v. d. |         | Helceletova (Brno)         | 23884 | stre&id=79232   |
| Hlávkova            | Jan Hlávka               | 49°11′46″ s. š., 16°34′53″ v. d. |         | Hlávkova (Brno)            | 24023 | stre&id=79246   |
| Jiříkovského        | Václav Jiřikovský        | 49°11′50″ s. š., 16°35′22″ v. d. |         | Jiříkovského (Brno)        | 25003 | stre&id=79344   |
| Kalvodova           | Alois Kalvoda            | 49°11′58″ s. š., 16°34′12″ v. d. |         | Kalvodova (Brno)           | 25275 | stre&id=79371   |
| Kampelíkova         | František Cyril Kampelík | 49°11′54″ s. š., 16°35′2″ v. d.  |         | Kampelíkova (Brno)         | 25364 | stre&id=79380   |
| Kaplanova           | Viktor Kaplan            | 49°12′5″ s. š., 16°34′27″ v. d.  |         | Kaplanova (Brno)           | 25372 | stre&id=79381   |
| Klácelova           | František Matouš Klácel  | 49°12′1″ s. š., 16°34′56″ v. d.  |         | Klácelova (Brno)           | 25551 | stre&id=79399   |
| Krondlova           | Antonín Krondl           | 49°12′17″ s. š., 16°34′46″ v. d. |         | Krondlova (Brno)           | 26441 | stre&id=79489   |
| Lerchova            | Matyáš Lerch             | 49°11′58″ s. š., 16°34′59″ v. d. |         | Lerchova (Brno)            | 26956 | stre&id=79540   |
| Lipová              | lípa                     | 49°11′40″ s. š., 16°34′48″ v. d. |         | Lipová (Brno)              | 27065 | stre&id=79551   |
| Ludvíka Podéště     | Ludvík Podéšť            | 49°12′2″ s. š., 16°34′11″ v. d.  |         |                            | 27219 | stre&id=79566   |
| Mahenova            | Jiří Mahen               | 49°11′47″ s. š., 16°35′10″ v. d. |         | Mahenova (Brno)            | 27995 | stre&id=79644   |
| Pavlíkova           | František Pavlík         | 49°11′43″ s. š., 16°35′0″ v. d.  |         | Pavlíkova (Brno)           | 29416 | stre&id=79784   |
| Preslova            | Jan Svatopluk Presl      | 49°11′50″ s. š., 16°34′34″ v. d. |         | Preslova (Brno)            | 30236 | stre&id=79865   |
| Rezkova             | Antonín Rezek            | 49°12′ s. š., 16°34′30″ v. d.    |         | Rezkova (Brno)             | 30805 | stre&id=79922   |
| Roubalova           | Stanislav Roubal         | 49°11′50″ s. š., 16°35′10″ v. d. |         | Roubalova (Brno)           | 30970 | stre&id=79939   |
| Rudišova            | Jan Křtitel Rudiš        | 49°12′5″ s. š., 16°34′46″ v. d.  |         | Rudišova (Brno)            | 31071 | stre&id=79949   |
| Sedlákova           | Jan Sedlák               | 49°12′4″ s. š., 16°34′42″ v. d.  |         | Sedlákova (Brno)           | 31411 | stre&id=79982   |
| Soukopova           | Jan Nepomuk Soukop       | 49°11′59″ s. š., 16°34′47″ v. d. |         | Soukopova (Brno)           | 32000 | stre&id=80041   |
| Tvrdého             | Josef Tvrdý              | 49°11′46″ s. š., 16°35′24″ v. d. |         | Tvrdého (Brno)             | 33651 | stre&id=80205   |
| Vaňkovo náměstí     | Karel Vaněk              | 49°11′42″ s. š., 16°35′9″ v. d.  |         | Vaňkovo náměstí (Brno)     | 36188 | stre&id=80458   |
| Všetičkova          | Bohuslav Všetička        | 49°11′52″ s. š., 16°35′23″ v. d. |         | Všetičkova (Brno)          | 34941 | stre&id=80334   |
| Wanklova            | Jindřich Wankel          | 49°12′ s. š., 16°34′41″ v. d.    |         | Wanklova (Brno)            | 35157 | stre&id=80355   |
| Wilsonův les        | Woodrow Wilson           | 49°12′19″ s. š., 16°34′24″ v. d. |         | Wilsonův les               | 36781 | base&id=1923551 |
| Wolkrova            | Jiří Wolker              | 49°12′4″ s. š., 16°34′38″ v. d.  |         | Wolkrova (Brno)            | 35190 | stre&id=80359   |
| Wurmova             | Miloš Wurm               | 49°12′11″ s. š., 16°34′43″ v. d. |         | Wurmova (Brno)             | 35211 | stre&id=80361   |
| Zachova             | František Alexandr Zach  | 49°11′49″ s. š., 16°35′25″ v. d. |         | Zachova (Brno)             | 35271 | stre&id=80367   |
| náměstí Míru        | mír                      | 49°12′8″ s. š., 16°34′53″ v. d.  |         | Náměstí Míru (Brno)        | 28541 | stre&id=79697   |
| Údolní              | údolí                    | 49°11′57″ s. š., 16°35′14″ v. d. |         | Údolní (Brno)              | 34053 | stre&id=80245   |
| Úvoz                | Špilberk                 | 49°11′40″ s. š., 16°35′42″ v. d. |         | Úvoz (Brno)                | 34118 | stre&id=80251   |